# Grycksbo Paper

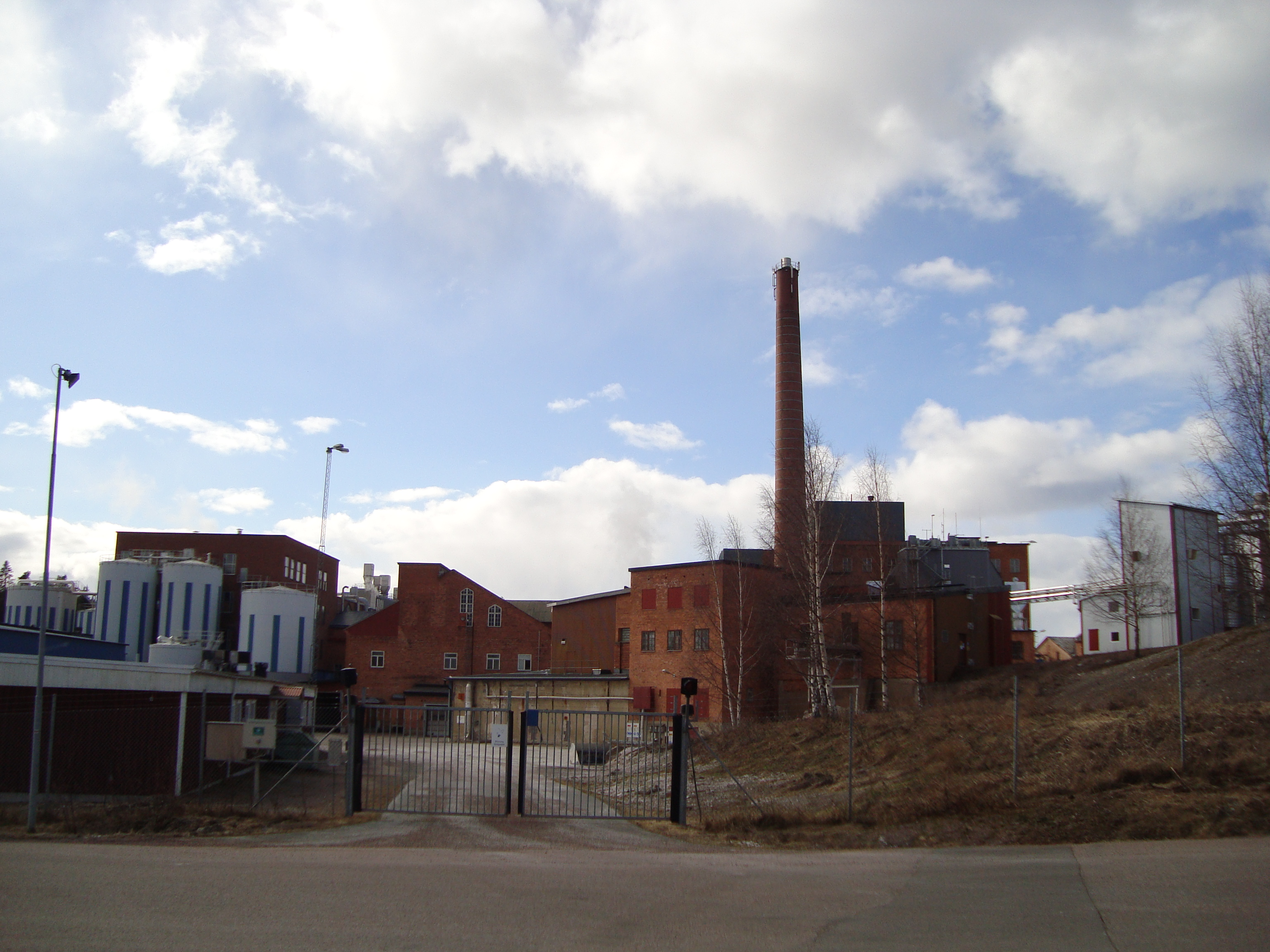
Grycksbo pappersbruk

Grycksbo Paper AB (tidigare Grycksbo Pappersbruks AB) är en ledande leverantör av mattbestruket finpapper. Pappret säljs under varumärkena G och Arctic. Bruket, som har cirka 315 anställda ligger i Grycksbo, cirka 15 km nordväst om Falun. 
Företaget grundades 1887 som J.H Munktells Pappersfabriks AB för att driva det av Johan Muncktell 1740 anlagda papperbruket i Grycksbo. 1939 bytte man namn till Grycksbo Pappersbruks AB.
Accent Equity köpte bruket den 1 april 2006 av Stora Enso, vars föregångare Stora Kopparberg köpte Grycksbo Pappersbruks AB 1966. Handpappersbruket har lagts ned men fortfarande finns ett lager som används till nobelprisdiplomen. Maskineriet till handpappersbruket är dock intakt. VD är Kent Blom
Ungefär 100 år efter starten, år 1836, kom den första pappersmaskinen till Grycksbo. Maskinen, den andra i Sverige, drevs av ett vattenhjul och var 12 meter lång. I denna tillverkades en 126 cm bred pappersbana.Råvaran, sulfitmassa, köptes fram till början av 1900-talet från olika leverantörer. Trots eget blekeri varierade massakvaliteten högst avsevärt och det beslutades därför att bygga en egen sulfitfabrik i Grycksbo. Den togs i drift 1915 och gjorde pappersbruket självförsörjande med blekt massa under lång tid. Sulfittillverkningen lades ner 1978. Under tiden 1895 – 1953 kokades även sulfatmassa i Grycksbo. Numera köps massan i balform från externa leverantörer.
Idag ingår Grycksbo Pappersbruk i Arctic Paper under namnet Arctic Paper Grycksbo.